# Hanson Ridge
Hanson Ridge är en bergstopp i Antarktis. Den ligger i Östantarktis. Nya Zeeland gör anspråk på området. Toppen på Hanson Ridge är 401 meter över havet.
Terrängen runt Hanson Ridge är huvudsakligen kuperad, men åt nordväst är den platt. Havet är nära Hanson Ridge åt nordost.  Trakten är obefolkad. Det finns inga samhällen i närheten.